# Georg Merzbach
Georg Merzbach (Magdeburg, 21 de julio de 1868 - Berlín, 31 de octubre de 1939) fue un médico y autor alemán, además de activista por los derechos de los homosexuales.

## Vida
Merzbach, proveniente de una familia judía, estudió en el Gymnasium Kaiser Wilhelm de su ciudad natal, Magdeburg, para estudiar posteriormente Historia de la Literatura y el Arte y, tras un traslado a la Universidad de Wurzburgo, Medicina, estudios que continuó en Berlín. En esos años se convirtió al protestantismo. En 1897 consiguió la aprobación para ejercer de médico, abriendo una consulta médica en el barrios berlinés de Wedding. 
Durante un tiempo fue redactor del Kleines Journal für Hygiene («Pequeña revista de higiene»). Creó la fundación Merzbach, que se dedicaba a las víctimas de los accidentes sobre el escenario. Durante los años anteriores a la I Guerra Mundial, durante Imperio alemán, perteneció en Berlín al entrono de Magnus Hirschfeld, implicándose en la defensa de los derechos de los homosexuales. En la década de 1990, Merzbach se convirtió en el suplente de Hirschfeld en el Comité científico humanitario.
Como especialista médico, Merzbach declaró en diversos juicios, donde realizaba informes periciales a favor de homosexuales. Así declaró en 1907 como perito en el proceso judicial de Moltke contra Harden, así como en el proceso contra Magnus Hirschfeld, que en 1904 había sido denunciado por injuria tras la realización de una encuaesta sobre el sexo entre estudiantes de Berlín. Además, Merzbach actuó de perito experto en el juicio contra el escritor Karl M. Baer, para que se le reconociese legalmente su masculinidad.  En 1913 no se le permitió actuar de perito en el juicio contra la revista Anthropophytheia de Friedrich Salomon Krauss.
Tras la I Guerra Mundial, Merzbach se dedicó de nuevo a su consulta médica, que trasladó al barrio de Schöneberg. Allí practicó la medicina hasta 1932. Merzbach estaba casado con la actriz Meta Illing.
Como escritor, Merzbach es autor de diversas obras. Con los seudónimos G. v. d. Elbe y Gust v. d. Elbe escribió diversos artículos y fue miembro de la asociación de la prensa de Berlín.

## Obra (selección)
- Ueber Gewerbe-Exzeme. (tesis doctoral). Editor: B. Paul, Berlín 1896.
- Homosexualität und Beruf. En: Jahrbuch für sexuelle Zwischenstufen. 4, 1902, p. 187–198.
- Die Lehre von der Homosexualität als Gemeingut wissenschaftler Erkenntnis. En: Mschr. Harnkrh. sex. Hyg. 1, 1904, p. 16–22.
- Das Zeugungsvermögen. Marhold, Halle 1905.
- Zur Psychologie des Falles Moltke. Hölder, Leipzig/ Wien 1907/08
- Die krankhaften Erscheinungen des Geschlechtsssinnes. Hölder, Wien 1909.
- Sexuelle Verirrung des Menschen und der Natur. Gran colección ilustrada de obras sobre enfermedades sexuales, el hermafroditismo real y el falso, y otras ocurrencias raras en el campo sexual, 2ª parte. Standard-Verlag John Pohl, Berlín o.J., 1911/1912. (bajo el seudónimo: Georg Back)
- Das Schönheitsbuch. Eine Gabe für die Frauen. P. Langenscheidt, Berlín 1913.